# Menu Best Of
Albums de Doc Gynéco
Solitaire
(2002) Un homme nature
(2006)
Menu Best Of est une compilation du rappeur Doc Gynéco sortie en 2003.

## Liste des titres
1. Viens voir le docteur (Dirty moog mix)
2. Nirvana
3. Né ici
4. Vanessa
5. Est-ce que ça le fait ? feat. Passi
6. Né Rue Case Nègre feat. MC Janik
7. Ma salope à moi
8. L'homme qui ne valait pas dix centimes
9. Hexagonal feat. Renaud & Calbo (Ärsenik)
10. Caramel
11. Noirs et blancs
12. Funky Maxime
13. Frotti-Frotta (C'est l'amour qui contrôle)
14. Taxi [Titre inédit]
15. Trop belle au naturel [Titre inédit]
16. Big up [Titre inédit]